# Opactwo Cystersów w Wieleniu
Opactwo Cystersów w Wieleniu Zaobrzańskim - dawny kościół Cystersów, znajdujący się we wsi Wieleń Zaobrzański, w województwie wielkopolskim.

## Historia
Klasztor został ufundowany w 1285 przez wojewodę poznańskiego Beniamina Zarembę w Ptowie (obecnie Kaszczor). Około 1301 w czasach rządów opata Mikołaja zakonnicy przenieśli się do Wielenia. W XV wieku zapadła decyzja o przeniesieniu klasztoru do Przemętu. Proces translokacji rozpoczął się w latach 1408–1409. W 1418 roku mnisi przenieśli się do nowo wybudowanego opactwa. Niewykluczone, że o przeprowadzonej translokacji (podobnie jak o zamiarze jej przeprowadzenia) zakonnicy poinformowali papieża, w roku 1420 Marcin V potwierdził "fundację Wielenia".

## Stan obecny
Z dawnych zabudowań klasztornych zachował się późnobarokowy kościół wybudowany w latach 1731–1742 wybudowany przez przemęckich cystersów na planie krzyża łacińskiego. Obecnie świątynia pełni rolę Sanktuarium Matki Bożej Ucieczki Grzeszników. Obiektem kultu religijnego jest słynąca z łask gotycka rzeźba Maryi z Dzieciątkiem "Ucieczka Grzeszników" wykonana w 2 połowie XV wieku, będąca celem licznych pielgrzymek.